# Polyscias samoensis
Polyscias samoensis är en araliaväxtart som först beskrevs av Asa Gray, och fick sitt nu gällande namn av Hermann August Theodor Harms. Polyscias samoensis ingår i släktet Polyscias och familjen araliaväxter. Inga underarter finns listade.